# Smederij Westerhof

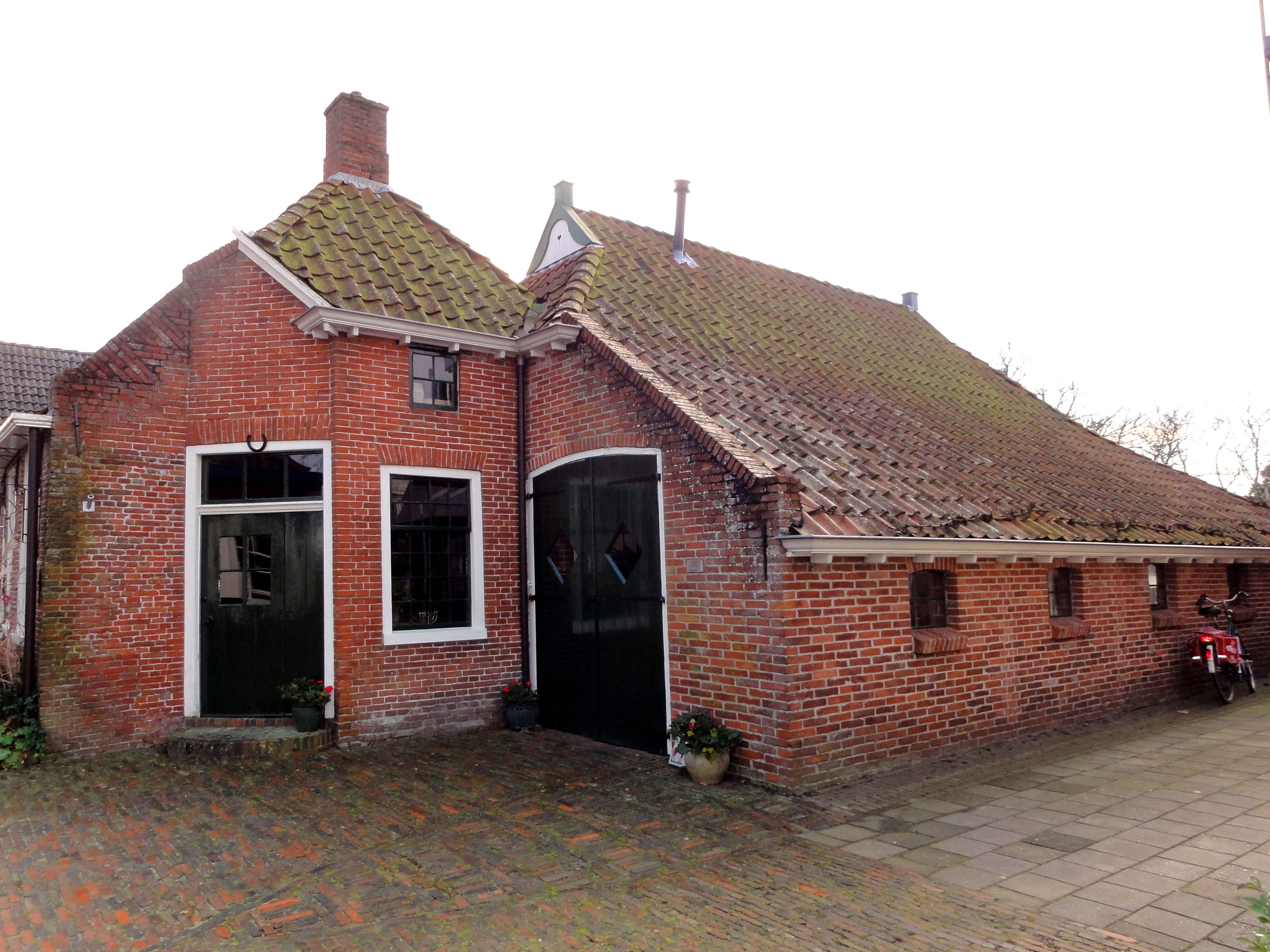
De voormalige smederij Westerhof aan de Zuster A. Westerhofstraat 3 in Leens

De voormalige smederij Westerhof aan de Zuster A. Westerhofstraat 3 is een monumentaal pand in Leens in de Nederlandse provincie Groningen.

## Geschiedenis
In het pand aan de Zuster Westerhofstraat 3 was de grofsmederij van de gebroeders Westerhof gevestigd. Het is tevens het geboortehuis van Ailke Westerhof (1876-1946). Zij werd er op 27 april 1876 geboren als dochter van de grofsmid Ebel Westerhof en van de grofsmidske Itje de Vries. Vanwege haar verdienste voor het Rode Kruis, zij verleende onder meer hulp tijdens de Balkanoorlogen en tijdens de Eerste Wereldoorlog in Hongarije en Servië, werd ze in 1924 benoemd tot ridder in de orde van Oranje Nassau en kreeg ze in 1935 de Florence Nightingale medaille uitgereikt door de toenmalige prinses Juliana. Leens eerde haar door de straat waar ze werd geboren en waar ze overleed naar haar te noemen de Zuster A. Westerhofstraat.
De smederij dreigde in in de tweede helft van de 20e eeuw te worden gesloopt. In 1975 werd echter besloten tot restauratie van het pand. In het rechterdeel van de woning is de originele vuurhaard van de smederij bewaard gebleven. Het pand is erkend als een rijksmonument.